# Gare de Montmoreau
La gare de Montmoreau est une gare ferroviaire française de la ligne de Paris-Austerlitz à Bordeaux-Saint-Jean, située sur le territoire de l'ancienne commune de Saint-Amant-de-Montmoreau, faisant partie de la commune nouvelle de Montmoreau, dans le département de la Charente, en région Nouvelle-Aquitaine.
Elle est mise en service en 1852. C'est une halte de la Société nationale des chemins de fer français (SNCF), desservie par des trains TER Nouvelle-Aquitaine.

## Situation ferroviaire
Établie à 82 m d'altitude, la gare de Montmoreau est située au point kilométrique (PK) 483,472 de la ligne de Paris-Austerlitz à Bordeaux-Saint-Jean, entre les gares ouvertes de La Couronne et de Chalais. Elle est séparée de La Couronne par les gares fermées de Mouthiers, Charmant, Chavenat et de la gare de Chalais par celle de Montboyer.

## Histoire
Lors l'inauguration officielle de la ligne le 10 octobre 1852, il est prévu un trajet direct entre Chalais et Angoulême. Mais une foule considérable s'est massée sur le quai et acclame Napoléon III pendant que le train dépasse la gare. Le train, à la demande de Napoléon III va s'arrêter puis reculer jusqu'à la gare de Montmoreau.
Située sur la commune de Saint-Amant-de-Montmoreau, la gare a été construite en 1852, puis a été fermée en 1994, avant d'être démolie en 2000, comme ses voisines sur la ligne.

## Fréquentation
De 2015 à 2023, selon les estimations de la SNCF, la fréquentation annuelle de la gare s'élève aux nombres indiqués dans le tableau ci-dessous.
| Année     | 2015  | 2016  | 2017  | 2018   | 2019   | 2020  | 2021   | 2022   | 2023   |
| --------- | ----- | ----- | ----- | ------ | ------ | ----- | ------ | ------ | ------ |
| Voyageurs | 8 848 | 8 077 | 9 864 | 10 751 | 14 114 | 9 910 | 13 875 | 19 020 | 22 189 |

## Service des voyageurs

### Desserte

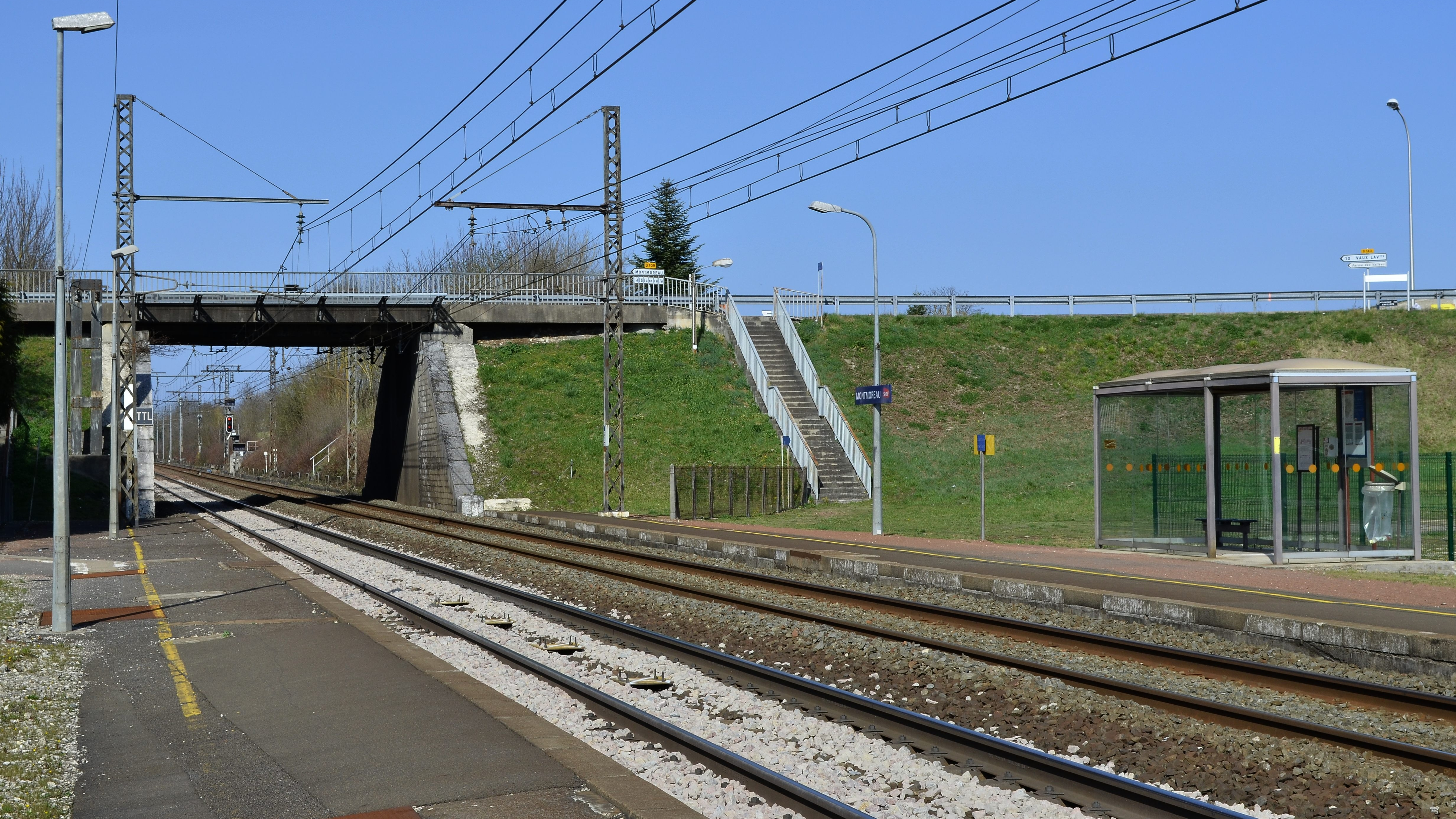
Vue des voies et quais vers Angoulême.

La gare est desservie par des trains TER Nouvelle-Aquitaine, vers Bordeaux et Angoulême. Le train 865050, le dimanche effectue une liaison de la gare de Coutras vers celle d’Angoulême.